# Peștera Cocora și Cheile Urșilor
Peștera Cocora și Cheile Urșilor este o arie protejată ce corespunde categoriei a IV-a IUCN (rezervație naturală de tip mixt), situată în județul Dâmbovița, pe teritoriul administrativ al comunei Moroeni.

## Descriere
Rezervația naturală cu o suprafață de 307 ha, este inclusă în Parcul Natural Bucegi și are în componență sistemul carstic Bătrâna - Peștera Ialomiței cu Peștera Ialomiței, Cheile Urșilor, Cheile Peșterii (monumente ale naturii), Poiana Crucii și  lapiezurile Turnul Seciului și Cheile Horoabei (monumente ale naturii). Rezervația reprezintă o arie cu pajiști, chei, peșteri (cu elemente fosile de amoniți) și zone împădurite, unde se întâlnesc vegetații subalpine cu specii floristice protejate.